# Municipio de Collins (Minnesota)
El municipio de Collins (en inglés: Collins Township) es un municipio ubicado en el condado de McLeod en el estado estadounidense de Minnesota. En el año 2010 tenía una población de 473 habitantes y una densidad poblacional de 5,13 personas por km².

## Geografía
El municipio de Collins se encuentra ubicado en las coordenadas 44°45′42″N 94°26′10″O / 44.76167, -94.43611. Según la Oficina del Censo de los Estados Unidos, el municipio tiene una superficie total de 92.21 km², de la cual 88,75 km² corresponden a tierra firme y (3,75 %) 3,46 km² es agua.

## Demografía
Según el censo de 2010, había 473 personas residiendo en el municipio de Collins. La densidad de población era de 5,13 hab./km². De los 473 habitantes, el municipio de Collins estaba compuesto por el 98,31 % blancos, el 0,42 % eran amerindios y el 1,27 % eran de una mezcla de razas. Del total de la población el 1,27 % eran hispanos o latinos de cualquier raza.